# 知香
知香（ともか、1981年11月3日 - ）は、日本のものまねタレント。かつて株式会社オフィス彩に所属していたが、現在はフリーで活動中。本名、服部 知香（はっとり ともか）。キャッチフレーズは、「ものまね界の帰国子女」。2017年8月10日、芸名を山口 知香（やまぐち ともか）から知香に改名したことを発表。

## 来歴・人物
父の仕事の関係で小学6年生からルーマニアに移住。中学3年生の時にフランスのアルザス成城学園へ編入。日本に帰国後は音楽一筋で、東邦音楽大学附属東邦第二高等学校（声楽科）、東邦音楽大学を卒業し、東邦音楽大学大学院音楽研究科修士課程を修了した。その後、非常勤講師として私立高校で音楽の授業の教鞭を執る。

## ものまねレパートリー
- 持田香織
- 榊原郁恵
- 鬼束ちひろ
- MISIA
- 小柳ゆき
- 一青窈
- セリーヌ・ディオン
- サラ・ブライトマン
- 平原綾香
- SPEED
- 片岡安祐美
- 玉井詩織（ももいろクローバーZ）
- ディズニーの世界
- CMソングメドレー

他

## 出演

### テレビ
とんねるずのみなさんのおかげでした（安すぎて伝わらない素人芸人選手権）（フジテレビ、2010年4月22日）
- 潜入!リアルスコープ（フジテレビ、2011年5月21日）
- ヨンパラ FUTUREゲームバトル（TBS）
- クイズ☆タレント名鑑（TBS）
- 中居正広の金曜日のスマたちへ（TBS）
- ヒルナンデス!（日本テレビ）
- お願い!ランキング（テレビ朝日、2012年6月27日）
- 関ジャニの仕分け∞（テレビ朝日、2012年8月4日）
- 水トク!・東京VS46道府県（TBS、2012年11月7日）
- さんまのSUPERからくりTV（TBS、2012年11月11日）
- 笑っていいとも（フジテレビ、2013年10月17日）
- 笑っていいとも!増刊号（フジテレビ、2013年10月20日）
- 爆笑そっくりものまね紅白歌合戦スペシャル（フジテレビ、2013年10月29日）
- サンデージャポン（TBS、2013年11月10日）
- サンデージャポン（TBS、2013年11月17日）
- サンデージャポン（TBS、2013年11月24日）
- サンデージャポン（TBS、『目指せピーターパン！山口知香のファミレスダイエット』2014年1月5日～3月2日）
- Muse×Muse（BSフジ、2014年2月22日）
- コサキン・天海のマネもの超発掘!ものまねバラエティー マネもの（フジテレビ、2014年6月14日）
- カラオケ★バトル（テレビ東京、2014年7月9日『歌のお仕事代表ＮＯ.1選手権』）
- Muse×Muse（BSフジ、2014年8月2日）
- WADAIの王国（TBS、2014年11月13日）
- WADAIの王国（TBS、2014年11月20日）
- サンデージャポン（TBS、2015年6月7日）
- まじで☆マヂカ 間近追跡バラエティー（日本テレビ、2015年10月6日）
- ミュージャック（関西テレビ、2015年10月9日）
- ミュージャック（関西テレビ、2015年10月16日）
- 東京オーディション（仮）（東京ＭＸ、2016年5月23日）
- Momm！(TBS、2017年2月22日）

### イベント
- ものまねショーレストランキサラのレギュラー出演